# Juan Ariel Jiménez Núñez
Juan Ariel Jiménez Núñez es un economista y político dominicano que ha ocupado diversas posiciones como funcionario público, incluyendo la de ministro en el Ministerio de Economía, Planificación y Desarrollo de la República Dominicana.

## Formación y experiencia académica
Juan Ariel Jiménez tiene una maestría en Administración Pública en el Desarrollo Internacional (MPA/ID) por la Universidad de Harvard. Es licenciado en Economía de la Pontificia Universidad Católica Madre y Maestra, graduado Summa Cum Laude. Ha realizado cursos en la Escuela de Economía de Londres, Instituto FMI, BARNA y tiene certificación en prevención de lavado de activos por la FIBA.
En su experiencia laboral a nivel internacional, fue director de proyectos e investigador asociado del Centro para el Desarrollo Internacional de la Universidad de Harvard, desde donde asesoró países como Guatemala, Etiopía y República Dominicana. Trabajó además en el Centro de Competitividad de Dubái.
Juan Ariel Jiménez en su experiencia académica ha fungido como asistente de profesor y jefe de asistentes de profesores en el Departamento de Economía de la Universidad de Harvard para las asignaturas de Microeconomía Intermedia y Macroeconomía Intermedia. En la Pontificia Universidad Católica Madre y Maestra, es profesor de desarrollo económico y políticas públicas.
Dirigió el proyecto de asesoría que culminó en el Informe Harvard para la Estrategia Nacional de Desarrollo de República Dominicana; Representó al Centro en la comisión del Foro Económico Mundial que analizó perspectivas de desarrollo para Haití y redactó el documento “Construyendo un mejor Haití.
Durante su trayectoria ha recibido diferentes premios y reconocimientos, tales como promoción 2008 de las Becas "Fullbright", mérito al egresado y la Beca Líder del Programa de la Fundación Carolina y el Grupo Santander para los 60 mejores graduados de América Latina, España y Portugal del año 2012.

## Experiencia en el Estado
Juan Ariel Jiménez ha ocupado varios cargos en la Administración Pública que le permiten ostentar una visión holística del quehacer público. En 2012 ya era Subdirector de Asuntos Cambiarios del Banco Central de la República Dominicana, siendo parte fundamental del equipo técnico responsable de gestionar la política cambiaria del país. Posteriormente pasó a asesorar al Ministro de la Presidencia en las negociaciones correspondientes a la firma de los acuerdos (Pactos) sociales que resultaron de la Estrategia Nacional de Desarrollo; en esta labor se destaca su participación central en la firma del Pacto Educativo. Más tarde, como resultado de su buen desempeño, fue designado en 2016 Viceministro de Políticas de Desarrollo y posteriormente en 2019 fue designado como titular en el Ministerio de Economía, Planificación y Desarrollo siendo así el ministro más joven en la historia de dicho ministerio.
Fuera del país, como miembro asociado del Centro Harvard para el Desarrollo Internacional, ha asesorado a diversos países como Guatemala, Sudán del Sur y República Dominicana. En el caso de República Dominicana se resalta el aporte del estudio "Construyendo un mejor futuro para la República Dominicana: Herramientas para el desarrollo", conocido como localmente como el "Informe Harvard", coordinado técnicamente por Juan Ariel y que fue la base para el planteamiento de la Estrategia Nacional de Desarrollo.

## Carrera Política
Desde temprana edad Juan Ariel militó en el PLD, principalmente con trabajos técnicos y de apoyo logístico. En las campañas presidenciales de 2012, 2016 y 2020 fue parte importante del equipo técnico de los candidatos presidenciales del PLD y en 2024 fue Director Técnico de la campaña del candidato presidencial Abel Martínez.
Entre 2021 y 2022 fue elegido como miembro del Comité Central de su organización política y posteriormente ascendido a miembro del Comité Político, máxima organización de la dirigencia del dicho partido. Actualmente es Vicepresidente del PLD.